# Hugo Winckler
Pour les articles homonymes, voir Winckler.
Hugo Winckler est un archéologue et historien prussien, né à Gräfenhainichen, arrondissement de Bitterfeld (de) (province de Saxe) le 4 juillet 1863 et mort à Berlin le 19 avril 1913.

## Biographie
On lui doit la découverte de Hattusha, capitale de l'empire Hittite, à Boğazkale, Turquie.

## Publications
- Die Keilschrifttexte Sargons, 1889 (lire en ligne)
- Untersuchungen zur altorientalischen Geschichte, Leipzig, Pfeiffer, 1889 (lire en ligne)
- Geschichte Babyloniens und Assyriens, 1892 (English translation, 1907)
- Alttestamentlichte Untersuchungen, 1892 (lire en ligne)
- Geschichte Israels, 1898
- Gesetze Hammurabis, 1904
- Die jüngsten Kämpfe wider der Panbabylonism, Leipzig, J.C. Hinrichs, 1907 (lire en ligne)
- Die babylonische Geisteskultur, 1908 (lire en ligne)